# Sebastião da Anunciação Gomes de Lemos
Sebastião da Anunciação Gomes de Lemos, O.C.D. (Eixo, 22 de julho de 1786 - 6 de junho de 1869) foi um prelado português da Igreja Católica, bispo de Angola e Congo e comissário-geral da Bula da Cruzada.

## Biografia
Nascido em Eixo, em Aveiro, foi ordenado padre na Ordem dos Carmelitas Descalços em 8 de julho de 1810.
Por decreto de 15 de outubro de 1845, foi apresentado como bispo de Angola e Congo, sendo confirmado pela Santa Sé em 16 de abril de 1846.
Em 13 de abril de 1848, renunciou ao governo pastoral por conta da saúde debilitada pelo tempo na África e retornou a Portugal. Foi nomeado comissário-geral da Bula da Cruzada em 30 de novembro de 1862 e em 24 de dezembro de 1868.
Faleceu em 6 de junho de 1869.